# Indijansko poletje
Indijansko poletje (tradicionalno slovensko poimenovanje: babje leto) označuje obdobje toplejšega, sončnega vremena v jeseni (na severni polobli).